# خبرچین (فیلم ۲۰۱۹)
خبرچین (به انگلیسی: The Informer) یک فیلم دلهره‌آور، اکشن بریتانیایی به کارگردانی آندریا دی استفانو محصول سال ۲۰۱۹ است.

## داستان
ماجرای این فیلم دربارهٔ یک فرد سابقه داری است که برای نفوذ در جمع اوباش مجبور می‌شود دوباره به زندان برگردد. حال او باید به سیستم امنیتی یک زندان نفوذ کند.

## بازیگران
- یوئل کینامان
- رزمند پایک
- کلایو اوون
- کامن
- آنا د آرماس
- سم اسپرول
- ماتئوش کوشچوکویچ
- آرتورو کاسترو
- یوجین لیپینسکی
- متیو مارش
- روث بردلی